# Devonshire grófja
A Devonshire grófja címet kétszer hozták létre az angol főnemességben. Először 1603-ban a Blount család számára, majd másodjára 1618-ban a Cavendish családnak, amely azóta is birtokolja ezt a címet. A cím nem tévesztendő össze a Devon grófja címmel, amely régebbi eredetű, és a Courtenay családhoz tartozik. Az első Cavendish gróf volt az első Hardwick Cavendish báró, az önálló bárói cím azóta a Devonshire grófja címmel együtt öröklődik.

## Devonshire grófja, első létrehozás (1603)
A végül grófi címet nyert Blount család a worcestershire-i Sodingtonból származó Blount család egyik mellékága. A hertfordshire-i Walter Blount-t 1465-ben hívattak be a parlamentbe Mountjoy báró címmel. Az Walter Blount annak a Walter Blount unokája volt, aki IV. Henrik angol király királyi zászlótartójaként esett el az 1403-as shrewsbury-i csatában. A nyolcadik Mountjoy bárót 1603-ban Devonshire grófjává emelték, de 1606-ban törvényes utód nélkül halt meg, így a grófi és a báróui cím kihalt.

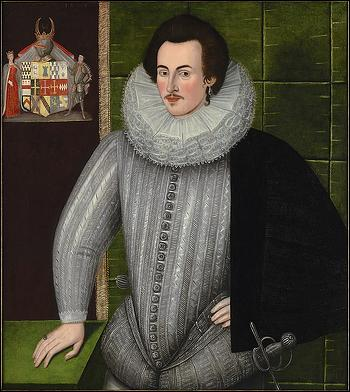
Sir Charles Blount, Mountjoy 8. és utolsó bárója 1594 körül készült festményen

Charles Blount, Mountjoy 8. bárója
Charles Blount, Mountjoy 8. bárója (1563– 1606. április 3.) a Tudor–Stuart korszak egyik kiemelkedő hadvezére volt. Korán bekerült Erzsébet királynő udvarába, 1584-től a parlament tagja. 1594-ben örökölte családi címét, így lett Mountjoy 8. bárója.
Miután Robert Devereux, Essex 2. grófja kudarcot vallott ír hadjáratával, 1660-ban Blountot nevezték ki helytartónak (Lord Deputy of Ireland), és ő vezette a korona-hű csapatokat a Pfalzi örökösödési háború utolsó éveiben. Legyőzte a felkelő ír vezetőt, Hugh O’Neillt, Tyrone grófját, valamint a negyedik spanyol armadát Kinsale-i ostrománál, majd elfoglalta O’Neill Dungannon-i főhadiszállását. Ezt követte az 1603-as megkötötték a mellifonti békét. 1603. júliusától módosult címmel (Lord Lieutenant of Ireland) továbbra is az Ír Királyság második embere maradt.
Sikeres kormányzása után 1603-ban, I. Jakab angol trónra lépését követően, megkapta a Devonshire grófja címet, és a Térdszalagrend lovagjává is kinevezték. Bár politikai pályája felfelé ívelt, magánélete botrányt kavart. Titkos viszonyt folytatott Penelope Rich-csel, Essex 2. grófjának feleségével. 1605-ben, Essex kivégzése és a korona engedélye után feleségül vette Penelopét, de mivel házasságuk ellentmondott az egyházi törvényeknek, gyermekeiket törvénytelennek nyilvánították. Charles Blount 1606-ban halt meg, címeit fia, Mountjoy Blount nem örökölhette. Ám I. Jakab a törvénytelen fiút szolgálataiért Mountjoy bárójává (1618, cím újra létrehozva) és Newport grófjává (1628) tette.

## Devonshire grófja, második létrehozás (1618)
A Cavendish család az Egyesült Királyság történelmében fontos szerepet játszott, tagjai politikai, katonai és tudományos területen jeleskedtek. A normann származású de Guernon család a XI. század végén érkezett meg Angliába. A XIV. századra megszerezték a Cavendish birtokot és vezetéknévként átvették a birtok nevét. A Cavendishek felemelkedése erősen köthető Bess of Hardwickhoz, aki élt a házasságai által szerzett vagyonával és befolyásával, így elérte, hogy a William Cavendish-sel kötött házasságából származó fiait grófokká és hercegekké emelje az uralkodó. Lányait is a kor gazdag, meghatározó főnemeseihez vagy azok fiaihoz adta feleségül.
William Cavendish, Devonshire 1. grófja

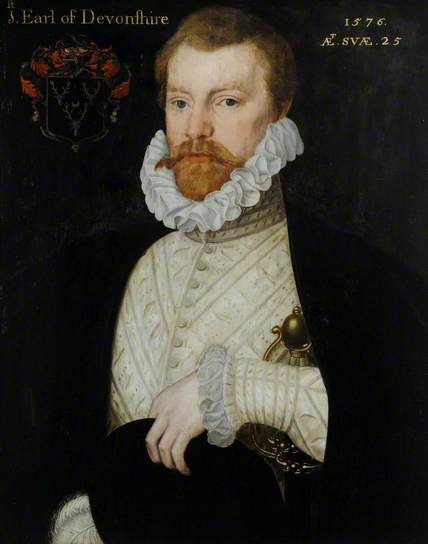
Az 1576-ban készült olajfestményen William Cavendish, Devonshire első grófja látható

William Cavendish (1552. december 27. – 1626. március 3.) Bess of Hardwick és William Cavendish második fia volt. Édesanyja határozott befolyása alatt nevelkedett. Tanulmányait az Eton College-ban, a Cambridge-i Clare College-ban és a Gray’s Inn jogászképzőben végezte. 1580-ban lovaggá ütötték, majd 1586-ban Liverpool, 1588-ban Newport parlamenti képviselője lett. 1595-ben Derbyshire főbírájává nevezték ki.
1605-ben Hardwick Cavendish bárója lett, ezzel bekerült a felsőházba. William aktívan részt vett a korai gyarmatosításban: befektetője volt a Virginia és Bermuda társaságoknak, valamint részt vett a Brit Kelet-indiai Társaság megalapításában is. 1618-ban I. Jakab angol király Devonshire grófjává emelte. Nincs egyértelműen hiteles és kizárólagos bizonyíték sem arra, hogy Cavendish pénzért vette volna meg a címet, ahogy arra sem, hogy teljesen érdemek alapján kapta volna meg a címet. A legvalószínűbb, hogy a kettő együtt játszott szerepet: jelentős pénzügyi támogatás mellett elismerték politikailag hasznos tevékenységét is.
A Cavendish család birtokai Derbyshire-hez kötődnek, mégis a „Devonshire hercege” és az alá tartozó „Devonshire grófja” címeket viselik. A cím nem tévesztendő össze a Devon grófja címmel, amely régebbi eredetű, és a Courtenay családhoz tartozik. Elképzelhető, hogy az első gróf azért választotta a „Devonshire” címet, mert az általa birtokolt földekhez és helyekhez kapcsolódó címek már léteztek a nemesi címek nyilvántartásában. A cím „Devonshire” maradt, noha a mai köznyelv a megyét már „Devon”-nak hívja. Egy másik lehetséges indok a nem helyi eredetű cím választására az volt, hogy elkerüljék a Közép-Angliában befolyásos Stanley család rosszallását, akik a normann hódítás óta jelentős derbyshire-i birtokokkal rendelkeztek, és a XV. század végétől Derby grófjai voltak.
William Cavendish, Devonshire 2. grófja

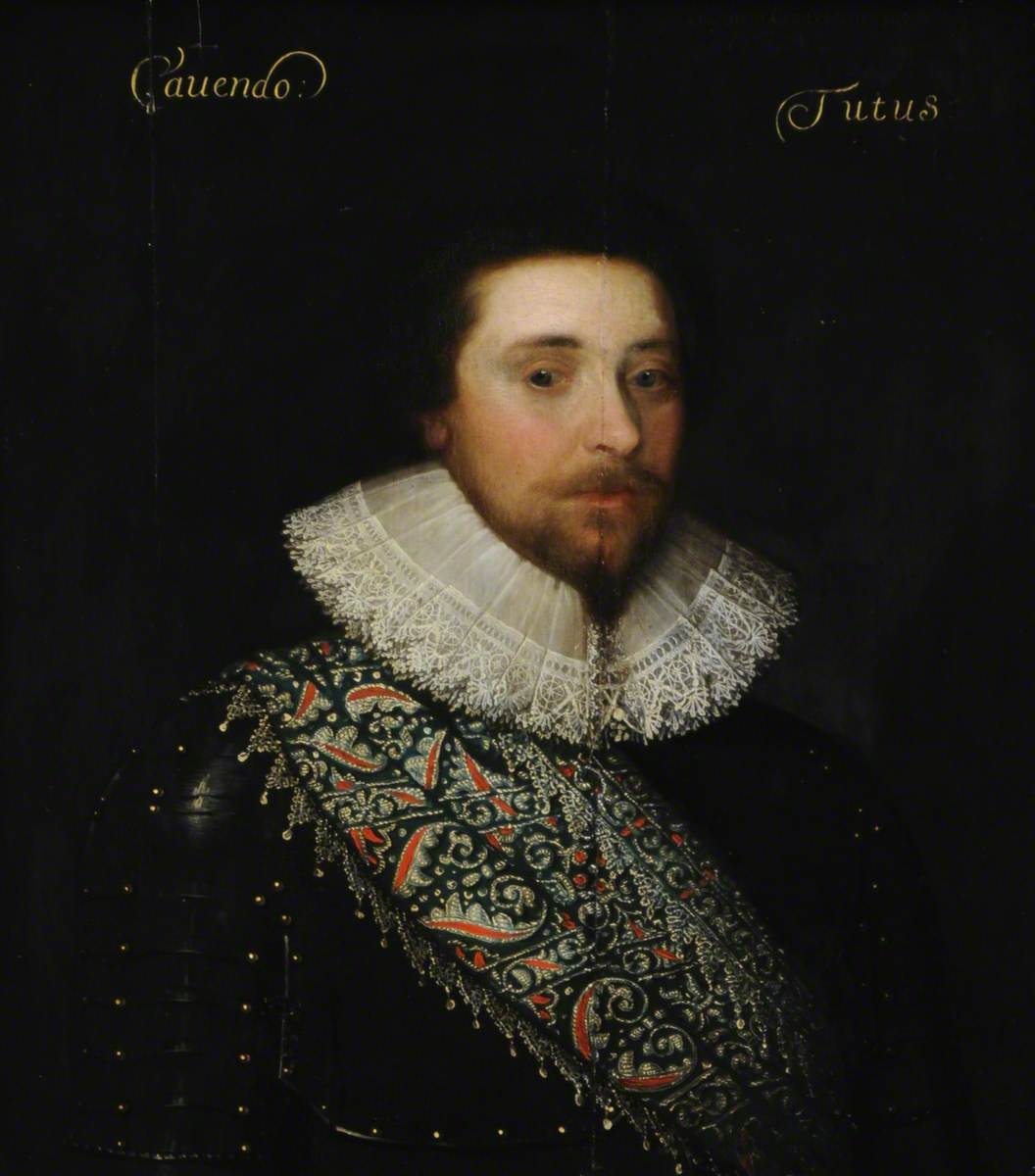
Az 1643-ban készült olajfestményen Devonshire 2. grófja, William Cavendish látható

William Cavendish (1590 – 1628. június 20.) nevelője, később barátja Thomas Hobbes filozófus volt, aki sokáig élt a család chatsworthi otthonában, elkísérte William-t a kor ifjai szokásos francia–olasz tanulmányútjára. 1609-ben lovaggá ütötték Whitehallban, majd 1614 és 1626 között több alkalommal Derbyshire képviselője volt a parlamentben. 1622-ben külföldi követeket mutatott be I. Jakab királynak, és jelen volt I. Károly és Bourbon Henrietta házasságkötésénél is. Apja halálával, 1626-ban lett Devonshire grófja és Derbyshire hadnagya. Vagyona nagy részét vendéglátásra és udvari életre fordította, ami súlyos eladósodáshoz vezetett, így 1627-ben külön parlamenti felhatalmazást kapott, hogy birtokokat adhasson el tartozásai rendezésére. Londonban a Bishopsgate-en élt, azon a területen, ahol később a Devonshire tér kialakult.
William Cavendish, Devonshire 3. grófja

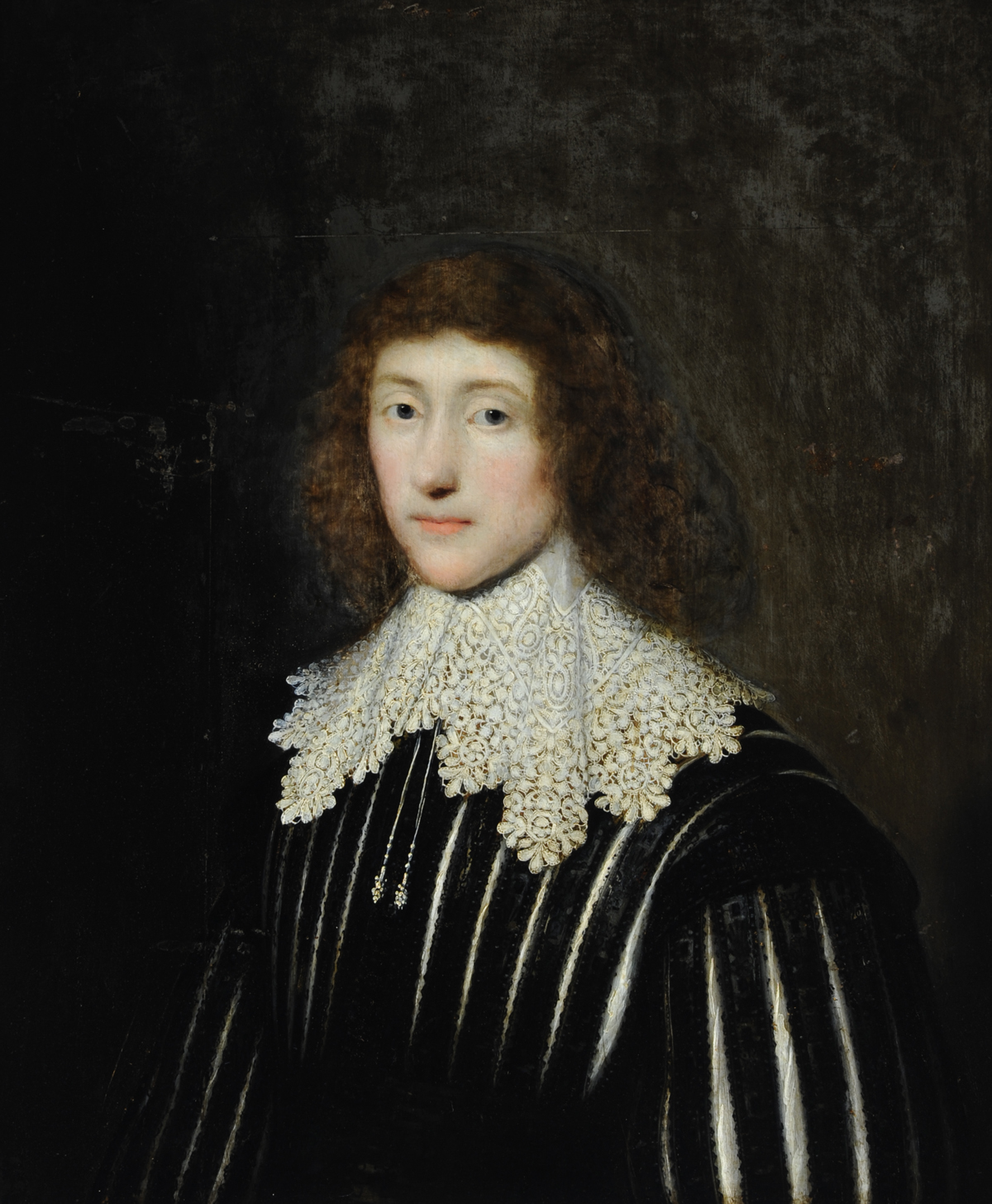
A portré festő Cornelis Janssens van Ceulen (1593–1661) 1631-ben festett olajképén – címe: Egy fiatal férfi arcképe – William Cavendish, a harmadik Devonshire gróf

William Cavendish-t (1617. október 10. – 1684. november 23.) anyja és apja régi nevelője, Thomas Hobbes tanította, Hobbes Thuküdidész-fordítását neki ajánlotta, és 1634–1637 között vele utazott külföldön. 1625-ben a király koronázásakor megkapta a Térdszalagrend mellett az Order of the Bath lovagi fokozatát is. 1638 és 1642 között Derbyshire hadnagya volt. Az Angol polgárháború idején – 1642-ben – királypártiként elhagyta a parlamentet, ahol hazaárulással vádolták meg és a Towerbe akarták zárni. Ezért száműzetésbe kényszerült, birtokait elkobozták. 1645-ben visszatért, kegyelmet kapott, 5000 font bírságot fizetett. William anyjával visszavonult buckinghamshire-i Latimer birtokára. Amikor I. Károlyt elfogták a parlamenter erők, miközben Londonba szállították, egy éjszakára megszálltak Latimerben.
A restauráció után, 1660-ban visszakapta tisztségeit, ismét Derbyshire hadnagya lett. A Royal Society alapító tagja (1663). A kereskedelmi bizottság tagja 1668–1669 között. Szoros barátság fűzte John Evelynhez, művészetpártolóként, tudománykedvelőként is ismert volt.
William Cavendish, Devonshire 4. grófja, Devonshire 1. hercege (1694) KG PC
William Cavendish (1640/41 január 25. – 1707 augusztus 18.) ifjúkora a polgárháború zűrzavarában telt, majd külföldi tanulmányútja után 1661-ben képviselővé választották Derbyshire-ben. II. Károly király palástját vitte a koronázáson. 1662-ben feleségül vette Mary Butlert, Ormonde első hercegének leányát. 1684-ben apja halálával örökölte a grófi címet. Az Dicsőséges forradalom idején, 1688-ban a „Hét Halhatatlan” egyikeként írta alá a Vilmos herceget Angliába hívó levelet. Hűségéért 1694-ben megkapta a Devonshire hercege címet – al- vagy mellékcíme a és Hartington márkija. 1689-től haláláig a királyi háztartás főudvarmestere (Lord Steward of the Household) volt.
Pályafutása során következetesen a protestáns érdekeket képviselte, többek között aktívan támogatta a Habeas Corpus törvényt. Támogatta az Orániai Vilmos melletti fegyveres fellépést Derbyben és Nottinghamben. A forradalom után főudvarmesterként irányította III. Vilmos és Anna királynő koronázását. Kulcsszerepet játszott az 1707-es angol-skót unió létrehozásában. Részt vett a flotta vizsgálatában a beachy headi vereség után. Elkísérte Vilmos királyt diplomáciai küldetésen Hágába, illetve jelen volt a brandenburgi választófejedelem és más külföldi uralkodók fogadásánál is. Katonaként részt vett Mons ostromában.
A Chatsworth-ház építését 1687-ben kezdte el, barokk pompával, olasz mesterek közreműködésével. Művészetpártolóként kiváló ízlése volt, de – a korszakban ritka módon – elutasította a divatos holland stílust. A filozófia iránt is érdeklődött, fiatalon Hobbes tanítványa volt, de később nyilvánosan elhatárolódott tanaitól. Több alkalommal párbajozott, például Lord Mohun ellen. A korban nagy port felvert Coningsmarck-ügyben áttételesen érintett volt. Személyes életében szerette a fényűzést, több szeretőt is tartott, gyermekei is születtek tőlük.

## Az első négy Cavendish Devonshire gróf
- a Cavendish család felmenői
- William Cavendish (1505–1557) ∞³ Bess of Hardwick
  - William Cavendish (1552–1626),  Devonshire 1. grófja
    - William Cavendish (~1590–1628),  Devonshire 2. grófja
      - William Cavendish (1617–1684),  Devonshire 3. grófja
        - William Cavendish (1640–1707),  Devonshire 4. grófja,  Devonshire 1. hercege
          - ...innen Devonshire hercege, illetve Chesham bárója

Forrás: Wikidata és Entitree

## A grófi címet is viselő Devonshire hercegek
- William Cavendish (1640–1707), Devonshire 1. hercege, Devonshire 4. grófja
- William Cavendish (1673–1729), Devonshire 2. hercege, Devonshire 5. grófja
- William Cavendish (1698–1755), Devonshire 3. hercege, Devonshire 6. grófja
- William Cavendish (1720–1764), Devonshire 4. hercege, Devonshire 7. grófja
- William Cavendish (1748–1811), Devonshire 5. hercege, Devonshire 8. grófja
- William Cavendish (1790–1858), Devonshire 6. hercege, Devonshire 9. grófja
- William Cavendish (1808–1891), Devonshire 7. hercege, Devonshire 10. grófja
- Spencer Cavendish (1833–1908), Devonshire 8. hercege, Devonshire 11. grófja
- Victor Cavendish (1868–1938), Devonshire 9. hercege, Devonshire 12. grófja
- Edward Cavendish (1895–1950), Devonshire 10. hercege, Devonshire 13. grófja
- Andrew Cavendish (1920–2004), Devonshire 11. hercege, Devonshire 14. grófja
- Peregrine Cavendish (1944–), Devonshire 12. hercege, Devonshire 15. grófja

## Címer
A Cavendish család címere: fekete pajzson három ezüst szarvasfej elölnézetből, nyak nélkül.
William Cavendish, az első Devonshire gróf új főnemesi címet kapott 1618-ban, és ezzel önálló armoirát (teljes jogú címert) használt, nem kellett feltüntetnie a különbségjelet (félhold, ami a második fiú jele), mert nem volt már „második fiú” a heraldikai rendben, hanem címet nyert nemes. Ilyenkor a személy új címerként örökítheti tovább a családi címert módosítás nélkül, vagy új armoirát is kialakíthat. A Cavendishek esetében a grófi (majd hercegi) ág lett a főág, így a különbségjelek elhagyása teljesen szokásos.

## Fordítás
- Ez a szócikk részben vagy egészben  az   Earl of Devonshire című angol Wikipédia-szócikk ezen változatának fordításán alapul.  Az eredeti cikk szerkesztőit annak laptörténete sorolja fel. Ez a jelzés csupán a megfogalmazás eredetét és a szerzői jogokat jelzi, nem szolgál a cikkben szereplő információk forrásmegjelöléseként.
- Ez a szócikk részben vagy egészben  a   Charles Blount, 8th Baron Mountjoy című angol Wikipédia-szócikk ezen változatának fordításán alapul.  Az eredeti cikk szerkesztőit annak laptörténete sorolja fel. Ez a jelzés csupán a megfogalmazás eredetét és a szerzői jogokat jelzi, nem szolgál a cikkben szereplő információk forrásmegjelöléseként.
- Ez a szócikk részben vagy egészben  a   Baron Mountjoy című angol Wikipédia-szócikk ezen változatának fordításán alapul.  Az eredeti cikk szerkesztőit annak laptörténete sorolja fel. Ez a jelzés csupán a megfogalmazás eredetét és a szerzői jogokat jelzi, nem szolgál a cikkben szereplő információk forrásmegjelöléseként.
- Ez a szócikk részben vagy egészben  a   William Cavendish, 1st Earl of Devonshire című angol Wikipédia-szócikk ezen változatának fordításán alapul.  Az eredeti cikk szerkesztőit annak laptörténete sorolja fel. Ez a jelzés csupán a megfogalmazás eredetét és a szerzői jogokat jelzi, nem szolgál a cikkben szereplő információk forrásmegjelöléseként.
- Ez a szócikk részben vagy egészben  a   William Cavendish, 2nd Earl of Devonshire című angol Wikipédia-szócikk ezen változatának fordításán alapul.  Az eredeti cikk szerkesztőit annak laptörténete sorolja fel. Ez a jelzés csupán a megfogalmazás eredetét és a szerzői jogokat jelzi, nem szolgál a cikkben szereplő információk forrásmegjelöléseként.
- Ez a szócikk részben vagy egészben  a   William Cavendish, 3rd Earl of Devonshire című angol Wikipédia-szócikk ezen változatának fordításán alapul.  Az eredeti cikk szerkesztőit annak laptörténete sorolja fel. Ez a jelzés csupán a megfogalmazás eredetét és a szerzői jogokat jelzi, nem szolgál a cikkben szereplő információk forrásmegjelöléseként.
- Ez a szócikk részben vagy egészben  a   William Cavendish, 1st Duke of Devonshire című angol Wikipédia-szócikk ezen változatának fordításán alapul.  Az eredeti cikk szerkesztőit annak laptörténete sorolja fel. Ez a jelzés csupán a megfogalmazás eredetét és a szerzői jogokat jelzi, nem szolgál a cikkben szereplő információk forrásmegjelöléseként.